# 靜低線鱲
靜低線鱲（学名：Barilius modestus）为輻鰭魚綱鯉形目鲤科的一個種，分布於亞洲巴基斯坦及印度，體長可達12.5公分，棲息在中底層水域。

## 扩展阅读
維基物種上的相關：靜低線鱲